# Wautoma
Wautoma är administrativ huvudort i Waushara County i Wisconsin i USA. Vid 2010 års folkräkning hade Wautoma 2 218 invånare.